# Luftfahrt-Universität der Luftstreitkräfte der Volksbefreiungsarmee
Die Luftfahrt-Universität der Luftstreitkräfte der Volksbefreiungsarmee (chinesisch 中國人民解放軍空軍航空大學 / 中国人民解放军空军航空大学, Pinyin Zhōngguó Rénmín Jiěfàngjūn Kōngjūn Hángkōng Dàxué) ist eine der chinesischen Luftwaffe unterstehende Militärakademie. Alle Piloten von Luftwaffe und Marine absolvieren dort eine zweijährige Grundausbildung.
Der Hauptcampus der Universität befindet sich in Changchun, Provinz Jilin.

## Geschichte

### Pilotenakademie der chinesischen Luftwaffe
Kurz vor der Kapitulation Japans am 15. August 1945 hatte die Sowjetunion dem Land am 8. August 1945 den Krieg erklärt und bei der Operation Auguststurm die Mandschurei besetzt. Gleichzeitig rückten Einheiten der 8. Marscharmee und der Neuen 4. Armee (新四军) in die Mandschurei ein und übernahmen von den japanischen Besatzungstruppen zurückgelassenes Material. Die sowjetischen Einheiten übergaben den KPCh-Truppen mehrere hundert japanische Flugzeuge sowie Ausbilder und Flugzeugmechaniker der Kwantung-Armee, die sie gefangen genommen hatten.
Am 31. Oktober 1945 schlossen sich die in die Mandschurei eingerückten Einheiten der 8. Marscharmee und der Neuen 4. Armee mit der dort seit 1931 im Untergrund operierenden Vereinigten Antijapanischen Nordostarmee (东北抗日联军) zur Selbstverwalteten Volksarmee des Nordostens (东北人民自治军) zusammen, die am 14. Januar 1946 in Vereinigte Demokratische Nordostarmee (东北民主联军) umbenannt wurde. Schon seit dem 13. November 1945 gab es beim Nordostbüro des Zentralkomitees der Kommunistischen Partei Chinas (中共中央东北局) eine Luftfahrtkommission, die am 1. März 1946 die Luftfahrtschule der Vereinigten Demokratischen Nordostarmee (东北民主联军航空学校) in Tonghua gründete, wo fortan Piloten, Navigatoren und Flugzeugmechaniker ausgebildet wurden.
Der Sitz der Luftfahrtschule wurde mehrmals verlegt, erst nach Mudanjiang, dann nach Mishan, dann wieder zurück nach Mudanjiang. Nach dem Ende der Bürgerkriegskämpfe in der Mandschurei fand die Schule schließlich im März 1949 ihre endgültige Heimat in Changchun. Im Mai 1949 wurde sie in „Luftfahrtschule der Volksbefreiungsarmee“ (中国人民解放军航空学校) umbenannt.
Nach der Gründung der Volksrepublik China am 1. Oktober 1949 wurde an der Luftfahrtschule am 14. Januar 1950 ein Rekrutengeschwader (入伍生大队) aufgestellt, das am 23. Mai 1950 in „Vorbereitungsgruppe für die fliegerische Ausbildung“ (航空学员预科总队) umbenannt wurde. Der 23. Mai 1950 gilt heute als Gründungstag der Pilotenakademie. Im Mai 1954 wurde die Vorbereitungsgruppe in „1. Grundausbildungsschule für die fliegerische Ausbildung der Volksbefreiungsarmee“ (中国人民解放军第一航空预备学校) umbenannt, um sie von den sieben weiteren Grundausbildungsschulen (2. Grundausbildungsschule für die fliegerische Ausbildung …) zu unterscheiden, die in jener Zeit gegründet wurden. Im März 1958 beschloss die Parteikommission der Luftwaffe, diese anderen Schulen wieder aufzulösen. Beibehalten wurde die Schule in Changchun, während aus der ursprünglichen 3. und 4. Grundausbildungsschule eine neue „2. Grundausbildungsschule für die fliegerische Ausbildung der Volksbefreiungsarmee“ (中国人民解放军第二航空预备学校) gebildet wurde, die in Nanchang, Provinz Jiangxi angesiedelt war. Im April 1959 wurde die 2. Grundausbildungsschule nach Baoding in der Provinz Hebei verlegt, 1973 wurde sie in „2. Grundausbildungsschule der chinesischen Luftwaffe“ (中国人民解放军空军第二航空预备学校) umbenannt. Dort absolvierten unter anderem die späteren Raumfahrer Yang Liwei (25. Jahrgang, 1983), Deng Qingming (26. Jahrgang, 1984), Jing Haipeng und Zhang Xiaoguang (beide 27. Jahrgang, 1985) sowie Cai Xuzhe (37. Jahrgang, 1995) ihre fliegerische Grundausbildung.
Auch die Fliegerschule in Changchun wurde mehrfach umbenannt, so zum Beispiel am 5. November 1973 in „1. Grundausbildungsschule der chinesischen Luftwaffe“ (中国人民解放军空军第一航空预备学校), 1986 in „1. Pilotenschule der chinesischen Luftwaffe“ (中国人民解放军空军第一飞行基础学校) und 1993 in „Pilotenakademie der chinesischen Luftwaffe“ (中国人民解放军空军长春飞行学院). Bei der Umstrukturierung im Jahr 1993 wurde auch die 2. Grundausbildungsschule in die Pilotenakademie integriert und hieß von da an „Campus Baoding der Pilotenakademie der chinesischen Luftwaffe“ (中国人民解放军空军长春飞行学院保定分院). 1999 wurde die Außenstelle Baoding dann geschlossen.

### 2. Luftfahrtakademie der chinesischen Luftwaffe
Am 1. August 1952, dem 25. Jahrestag des Nanchang-Aufstands, wurde in Changchun die 9. Luftfahrtschule der Luftwaffe (中国人民解放军空军第九航空学校) gegründet, wo Flugzeugmechaniker und Soldaten für den meteorologischen Dienst der Luftwaffe ausgebildet wurden. Die Fakultät für Wettervorhersage wurde 1956 ausgegliedert und bildet heute die in Nanjing angesiedelte Fakultät für Meteorologie und Meereskunde der Universität für Wissenschaft und Technik der Landesverteidigung. Im Mai 1967 wurde die Luftfahrtschule in „2. Schule der chinesischen Luftwaffe für den Wartungsdienst“ (中国人民解放军空军第二航空机务学校) umbenannt. 1969 wurde die Schule aufgelöst, dann aber 1978, nach dem Ende der Kulturrevolution, wiedereröffnet. Im Juni 1986 wurde die Einrichtung zur „2. Technischen Luftfahrtfachschule der chinesischen Luftwaffe“ (中国人民解放军空军第二航空技术专科学校) hochgestuft, dann im Oktober 1992 zur „2. Luftfahrtakademie der chinesischen Luftwaffe“ (中国人民解放军空军第二航空学院).

### 7. Luftfahrtakademie der chinesischen Luftwaffe
Am 18. November 1949 wurde auf Anordnung der Volksrevolutionären Militärkommission mit den nach der Gründung der Luftfahrtschule der Volksbefreiungsarmee in Mudanjiang zurückgebliebenen Ausbildern auf dem Gelände der alten Luftfahrtschule der Vereinigten Demokratischen Nordostarmee die Luftfahrtschule Mudanjiang (牡丹江航校) eingerichtet. Die Ausbilder und technischen Spezialisten waren überwiegend ehemalige japanische Kriegsgefangene, die in die Volksbefreiungsarmee übernommen worden waren. Am 20. Dezember 1949 wurde die Schule im Zuge einer Vereinheitlichung der Bezeichnungen in „7. Luftfahrtschule der Volksbefreiungsarmee“ (中国人民解放军第七航空学校) umbenannt, im Januar 1952 dann in „7. Luftfahrtschule der chinesischen Luftwaffe“ (中国人民解放军空军第七航空学校).
Ab Januar 1951 wurde dort das erste weibliche fliegende Personal der chinesischen Luftwaffe ausgebildet: 14 Pilotinnen, 6 Navigatorinnen, 5 Bordfunkerinnen und 30 Bordtechnikerinnen. Alle 55 Frauen schlossen die Ausbildung erfolgreich ab und wurden danach zu Lufttransporteinheiten versetzt, wo sie auf Transportflugzeugen vom Typ Lissunow Li-2 eingesetzt wurden.
Am 16. Januar 1967 setzten Revolutionäre Rebellen die Parteikommission sowie die Stadtregierung von Mudanjiang ab und übernahmen die Macht. Am 6. Februar 1968 beschloss das Revolutionskomitee der Provinz Heilongjiang, Mudanjiang als Stadt aufzulösen. Daraufhin übernahm am 21. Februar 1968 die Volksbefreiungsarmee die Aufgaben von Polizei, Staatsanwaltschaft und Gerichten in Mudanjiang. Auch angesichts der wachsenden Spannungen am Grenzfluss Ussuri wurde die 7. Luftfahrtschule schließlich im August 1968 von Mudanjiang nach Changchun verlegt.
Im Juni 1986 wurde die 7. Luftfahrtschule zur  „7. Luftfahrtakademie der chinesischen Luftwaffe“ (中国人民解放军空军第七飞行学院) hochgestuft.

### Luftfahrt-Universität der Luftstreitkräfte der Volksbefreiungsarmee
Am 9. Juni 2004 wurden die Pilotenakademie der chinesischen Luftwaffe, die 2. Luftfahrtakademie der chinesischen Luftwaffe und die 7. Luftfahrtakademie der chinesischen Luftwaffe zur Luftfahrt-Universität der Luftstreitkräfte der Volksbefreiungsarmee zusammengeschlossen. Der Hauptsitz der Universität war an der 2. Luftfahrtakademie angesiedelt, die Pilotenakademie wurde zur Ausbildungsbasis für die fliegerische Grundausbildung (飞行基础训练基地), und die 7. Luftfahrtakademie zur Ausbildungsbasis für die fliegerische Ausbildung (飞行训练基地).
2006 wurde die Universität mit dem Beginn des 11. Fünfjahresplans in das „Projekt 2110“ (2110工程) der Zentralen Militärkommission aufgenommen,
bei dem diese analog zum Projekt 211 des Ministeriums für Bildung während der ersten zehn Jahre des 21. Jahrhunderts in 25 ausgewählte Spitzenuniversitäten der Volksbefreiungsarmee sowie in die Technische Universität der Bewaffneten Volkspolizei stark investierte.
Am 28. April 2012 wurde die ursprünglich am Flughafen Peking-Nanyuan, dann ab 1979 in Bengbu, Provinz Anhui ansässige 13. Luftfahrtakademie, wo seit Januar 1953 Offiziere der mittleren Ebene ausgebildet wurden, als Ausbildungsbasis für Flugausbilder (飞行教官训练基地) in die Luftfahrt-Universität integriert.

## Ausbildung
Anders als viele andere Hochschulen der Volksbefreiungsarmee nimmt die Luftfahrt-Universität der Luftstreitkräfte seit einer Reorganisation der Militärakademien im Rahmen der Tiefgreifenden Reform der Landesverteidigung und des Militärs 2017 keine erwachsenen Studenten auf, die bereits Mitglied der Volksbefreiungsarmee sind, sondern nur Abiturienten. Fortbildungskurse für fliegendes Personal finden dort jedoch statt.
Stand 2019 gibt es folgende Grundstudiengänge, wobei nicht jedes Jahr für alle Studiengänge Studenten aufgenommen werden:
- Flug und Kommando (航空飞行与指挥)
- Lufttransport (空中战勤)
- Luftrettung (航空救生)
- Triebwerke (飞机与发动机)
- Fluginstrumente (航空电气与仪表)
- Luftaufklärungsgeräte (航空侦察设备)
- Kommunikation und Navigation (航空通信与导航)
- Radar (航空雷达)
- Flugzeugbewaffnung (航空军械)
- Feuerleitung (航空火控系统)[18]
- Elektronische Kampfführung (电子对抗技术与指挥)
- Unbemannte Luftfahrzeuge (无人机运用与指挥)
- Simulatortechnik (装备仿真技术)
- Ausbildung und Stabsdienst (部队组训管理)

Dazu gibt es noch drei spezielle Studiengänge für Teilstreitkraft-übergreifende Kriegsführung. Hierfür werden Studenten gesucht, die an einer zivilen Universität bereits einen Abschluss in Politikwissenschaft, Geschichte, Geographie, Physik, Chemie, Biologie oder Informatik erworben haben und die Eignung für eine Offizierslaufbahn besitzen:
- Analyse von durch Luftaufklärung gewonnenen Informationen und Erstellung von Berichten (航空侦察情报分析整编)
- Zusammenführung und Analyse von nachrichtendienstlichen Informationen aus diversen Quellen und Erstellung von Berichten (情报融合处理分析整编)
- Taktische Zielerfassung (目标保障)

An der Luftfahrt-Universität der Luftstreitkräfte der Volksbefreiungsarmee unterrichten knapp 300 ordentliche und außerordentliche Professoren sowie mehr als 100 Flugausbilder, sie besitzt die Berechtigung zur Verleihung von Doktortiteln. Rektor der Universität, an der Stand 2019 rund 6000 Studenten eingeschrieben waren, ist seit 2018 Generalmajor Tang Weizhong (唐维忠, * 1967), bis dahin Rektor der Pilotenakademie Xi’an (中国人民解放军空军西安飞行学院).

## Struktur
Die meisten Einrichtungen der Universität befinden sich in Nordostchina:
- Hauptcampus (本部), Changchun, Stadtbezirk Nanguan
- Ausbildungsbasis für die fliegerische Grundausbildung (飞行基础训练基地), Changchun, Stadtbezirk Chaoyang[5]
- Ausbildungsbasis für die fliegerische Ausbildung (飞行训练基地), Changchun, Stadtbezirk Lüyuan
  - Ausbildungsregiment 1 (飞行训练基地第一训练团), Changchun, Luftwaffenstützpunkt Datun
  - Ausbildungsregiment 2 (飞行训练基地第二训练团), Harbin, Luftwaffenstützpunkt Shuangcheng
  - Ausbildungsregiment 3 (飞行训练基地第三训练团), Fuxin, Luftwaffenstützpunkt Fuxin
  - Ausbildungsregiment 4 (飞行训练基地第四训练团), Jinzhou, Luftwaffenstützpunkt Liushuibao
- Ausbildungsbasis für Flugausbilder (飞行教官训练基地), Bengbu, Stadtbezirk Bengshan
  - Ausbildungsregiment 1 (飞行教官训练基地第一训练团), Changchun, Luftwaffenstützpunkt Dafangshen[21]
  - Ausbildungsregiment 2 (飞行教官训练基地第二训练团), Zhoucun, Luftwaffenstützpunkt Zibo[22]
  - Ausbildungsregiment 3 (飞行教官训练基地第三训练团), Tinghu, Luftwaffenstützpunkt Yancheng
  - Ausbildungsregiment 4 (飞行教官训练基地第四训练团), Bengbu, Luftwaffenstützpunkt Bengbu[23]